# Initiative populaire « contre l'emprise étrangère »
L'initiative populaire « contre l'emprise étrangère » est une initiative populaire fédérale suisse, rejetée par le peuple le 7 juin 1970.

## Contenu
L'initiative demande l'ajout d'un article 69 quater à la Constitution fédérale limitant à 10 % le nombre d'étrangers par canton, à l'exception de Genève avec 25 %. Elle précise que cette mesure doit être effective dans les quatre ans suivant son acceptation par le peuple.
Le texte complet de l'initiative peut être consulté sur le site de la Chancellerie fédérale.

## Déroulement

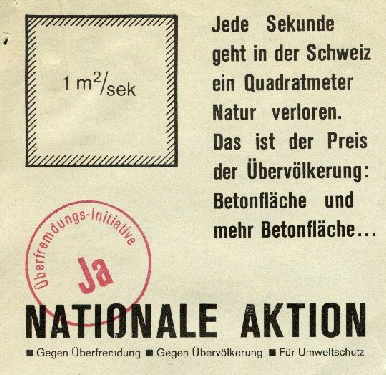
Affiche appelant à voter en faveur de l'initiative.

### Contexte historique
Cette initiative est la seconde contre la surpopulation étrangère. La première, lancée en 1965 par le parti démocratique du canton de Zurich et homonyme de celle-ci, avait en effet été retirée en mars 1968. Elle avait été lancée devant l'augmentation de la population étrangère dans le pays qui, après avoir dépassé le 15 % en 1914 et être redescendue à 6 % au milieu des années 1950, avait connu une brusque augmentation à 10 % en 1960 puis à 14 % en 1966, et ceci malgré plusieurs mesures de régulation et de réduction de la main-d'œuvre étrangère qui restent sans grand effet, l'augmentation étant principalement provoquée par des frontaliers et des saisonniers qui ne sont pas inclus dans les mesures limitatives.
Entre 1967 et 1969, et malgré deux nouveaux arrêtés fédéraux limitatifs, un nouvel accroissement de la population étrangère est remarqué, provoquant en réaction cette initiative lancée par le député James Schwarzenbach de l'Action nationale. Cependant, cet accroissement est dû pour moitié à des enfants de moins de 16 ans, effectuant leurs études dans le pays et devant, selon le Conseil fédéral, être considérés comme assimilés lorsqu'ils entrent dans la vie professionnelle.

### Récolte des signatures et dépôt de l'initiative

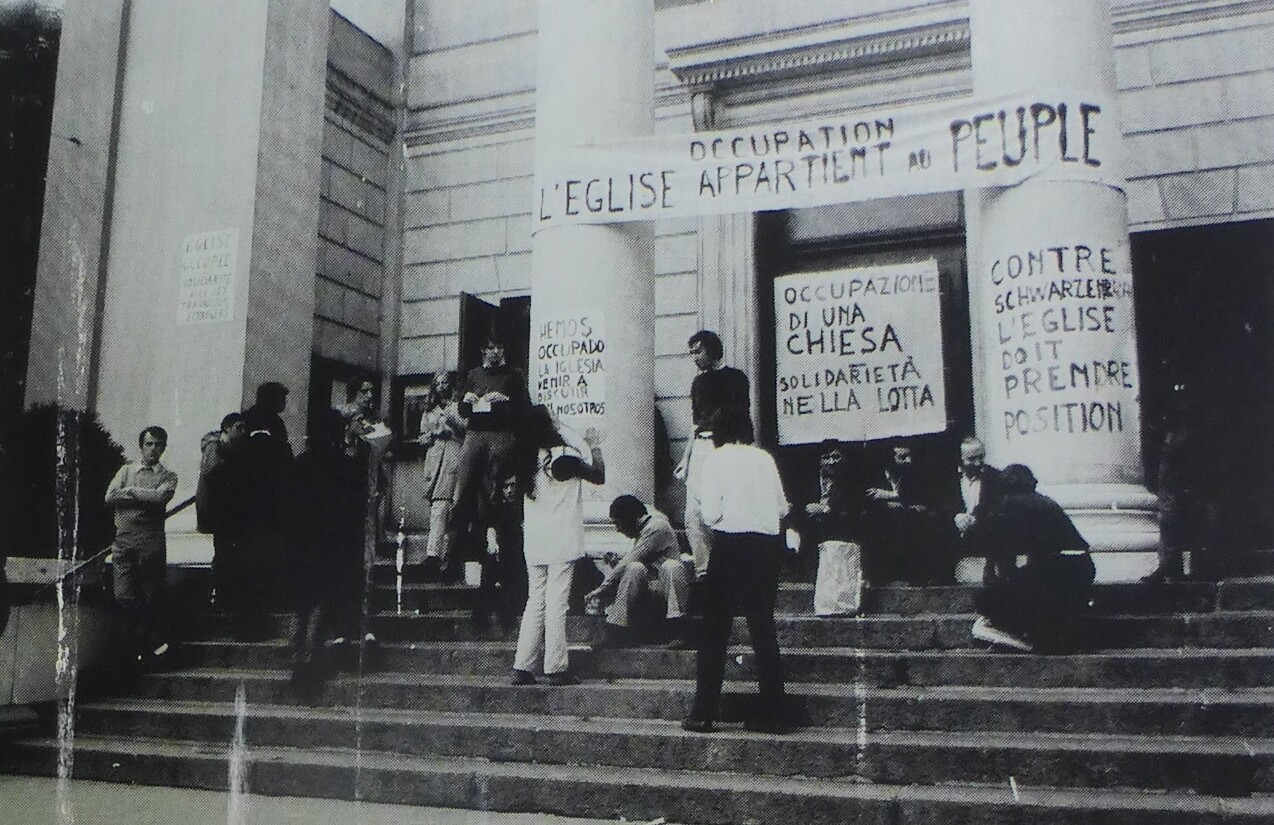
Occupation de l’église du Sacré-Cœur à Genève le 30 mai 1970, contre l’initiative.

La récolte des 50 000 signatures nécessaires a débuté en mai 1968, la date exacte n'a pas été conservée. Le 20 mai de l'année suivante, l'initiative a été déposée à la chancellerie fédérale qui l'a déclarée valide le 19 juin.

### Discussions et recommandations des autorités
Le parlement et le Conseil fédéral recommandent tous deux le rejet de cette initiative. Dans son message adressé à l'assemblée, le Conseil fédéral détermine que la restriction du nombre d'étrangers à 10 % des citoyens suisses toucheraient, dans 17 cantons différents, quelque 205 000 travailleurs étrangers porteurs d'un permis de séjour. Selon lui, cette mesure serait impossible à gérer pour l'économie nationale qui se retrouverait privée d'une large part de la main d'œuvre indispensable.
Afin d'éviter « une pénétration étrangère excessive », le gouvernement prévoit de prendre de nouvelles mesures pour 
réduire la population étrangère résidente ainsi que pour favoriser l'assimilation des étrangers qui résident
durablement dans le pays ainsi que la naturalisation des enfants étrangers élevés en Suisse.

### Votation
Soumise à la votation le 7 juin 1970, l'initiative est refusée par 13 4/2 cantons et 54,0 % des suffrages exprimés. Le tableau ci-dessous détaille les résultats par cantons :

## Effets
Comme promis pendant la campagne et à la suite du rejet populaire de cette initiative, le gouvernement fédéral instaure, le 16 mars 1970, une nouvelle réglementation limitant le nombre des étrangers exerçant une activité lucrative en Suisse ; cette réglementation transforme le plafonnement par entreprise, alors en vigueur, en le remplaçant par un plafonnement global. Ce nouveau système a permis de stabiliser, dès la fin de l'année 1970, le nombre d'étrangers établis en Suisse qui se réduira même légèrement lors des trois années suivantes.
Cela n'empêchera pas l'Action nationale, contre l'emprise étrangère, de déposer en 1972 une troisième initiative sur le même sujet ; cette nouvelle proposition, tout comme une quatrième et une cinquième cinq ans plus tard, sera refusée en votation populaire le 20 octobre 1974.
Dans les années suivantes, de nouvelles initiatives seront à nouveau déposées sur ce thème : « pour la limitation de l'immigration » en 1985, « contre l'immigration clandestine » en 1993 et « pour une réglementation de l'immigration » en 1997 ; elles seront toutes refusées en votation.